# به من نگاه کن
به من نگاه کن فیلمی به کارگردانی شهرام اسدی و نویسندگی زهره حاتمی محصول سال ۱۳۸۲ است.
داستان فیلم روایتگر دختر ترکمن دونده ای به نام آی تکین است که در روز مسابقه توسط پلیس، به جرم قتل همسرش بازداشت میشود.در دادگاه پرده از گذشته ی دردناکش و اتفاقات زندگی اش برمیدارد.

## بازیگران
- لادن مستوفی
- فاطمه معتمدآریا
- مهدی فتحی
- مهتاج نجومی
- ناصر آقایی
- ساسان قاسمی
- شراره یوسفی‌نیا
- مهراوه شریفی‌نیا
- محمود عزیزی
- عباس امیری
- سیدعباس موسوی
- محمدرضا حقگو